# Kousenbandslangen
Kousenbandslangen (Thamnophis) zijn een geslacht van slangen uit de familie toornslangachtigen en de onderfamilie waterslangen (Natricinae).

## Naam en indeling
De wetenschappelijke naam van de groep werd voor het eerst voorgesteld door Leopold Fitzinger in 1843. De slangen werden eerder aan andere geslachten toegekend, zoals Eutaenia en Tropidonotus. Er zijn 35 soorten waarvan er drie pas in 2005 wetenschappelijk zijn beschreven.

## Uiterlijke kenmerken
De grootte verschilt per soort, de meeste soorten bereiken een lichaamslengte van ongeveer 40 tot 70 centimeter maar uitschieters kunnen vaak langer worden. De gewone kousenbandslang bijvoorbeeld bereikt een lengte van 46 tot 66 cm, maar het langst gevonden exemplaar mat 124 cm.
De naam kousenbandslangen slaat op het vaak gestreepte lichaamspatroon dat lijkt op dat van de vroeger gebruikte sokophouders Een aantal soorten staat bekend als bijzonder kleurrijk. Met name als de dieren bedreigd worden, waarbij het lichaam wordt afgeplat, is het strepenpatroon duidelijk te zien. De meeste soorten hebben twee witte tot gele vlekken aan de bovenzijde van de kop. In combinatie met hun algemene voorkomen en vrij rustige karakter maakt dat ze populair in de handel in exotische dieren.

## Levenswijze
Het voedsel van kousenbandslangen bestaat voornamelijk uit kikkers, salamanders en vissen, daarnaast worden de larven van kikkers en padden naast regenwormen gegeten. Een kleiner deel van het menu bestaat uit vogels, kleine zoogdieren, ongewervelden en aas.
Bij verstoring wordt het lichaam afgeplat en wordt een muskusachige stof uitgescheiden uit de anus. Van sommige soorten is bekend dat ze fel van zich af bijten. Kousenbandslangen zijn niet giftig.

## Verspreiding en habitat
De soorten komen voor in delen van Noord- en Midden-Amerika en leven in de landen Canada, de Verenigde Staten, Mexico, Belize, Honduras, Nicaragua, Costa Rica, Guatemala, de Bahama's en El Salvador. De habitat bestaat uit droge tropische en subtropische bossen, gematigde bossen, graslanden en met name uit vele verschillende typen draslanden.

## Beschermingsstatus
Door de internationale natuurbeschermingsorganisatie IUCN is aan 31 soorten een beschermingsstatus toegewezen. Van de soorten worden er 25 als 'veilig' (Least Concern of LC) beschouwd, twee als 'onzeker' (Data Deficient of DD) en twee als 'kwetsbaar' (Vulnerable of VU). Twee soorten staan ten slotte te boek 'bedreigd' (Endangered of EN).

## Soorten
Het geslacht omvat de volgende soorten, met de auteur en het verspreidingsgebied.
| Naam                                                    | Auteur                   | Verspreidingsgebied                                                                                     |
| ------------------------------------------------------- | ------------------------ | --- |
| Thamnophis atratus                                      | Kennicott, 1860          | Verenigde Staten                                                                                        |
| Thamnophis bogerti                                      | Rossman & Burbrink, 2005 | Mexico                                                                                                  |
| Thamnophis brachystoma                                  | Cope, 1892               | Verenigde Staten                                                                                        |
| Thamnophis butleri                                      | Cope, 1889               | Verenigde Staten, Canada                                                                                |
| Thamnophis chrysocephalus                               | Cope, 1885               | Mexico                                                                                                  |
| Thamnophis conanti                                      | Rossman & Burbrink, 2005 | Mexico                                                                                                  |
| Thamnophis couchii                                      | Kennicott, 1859          | Verenigde Staten                                                                                        |
| Thamnophis cyrtopsis                                    | Kennicott, 1860          | Verenigde Staten, Mexico, Guatemala                                                                     |
| Thamnophis elegans                                      | Baird & Girard, 1853     | Verenigde Staten, Mexico, Canada                                                                        |
| Mexicaanse kousenbandslang (Thamnophis eques)           | Reuss, 1834              | Verenigde Staten, Mexico                                                                                |
| Thamnophis errans                                       | Smith, 1942              | Mexico                                                                                                  |
| Thamnophis exsul                                        | Rossman, 1969            | Mexico                                                                                                  |
| Thamnophis fulvus                                       | Bocourt, 1893            | Mexico, Guatemala, Honduras, El Salvador                                                                |
| Thamnophis gigas                                        | Fitch, 1940              | Verenigde Staten                                                                                        |
| Thamnophis godmani                                      | Günther, 1894            | Mexico                                                                                                  |
| Thamnophis hammondii                                    | Kennicott, 1860          | Verenigde Staten, Mexico                                                                                |
| Thamnophis lineri                                       | Rossman & Burbrink, 2005 | Mexico                                                                                                  |
| Thamnophis marcianus                                    | Baird & Girard, 1853     | Verenigde Staten, Mexico, Belize, Honduras, Nicaragua, Costa Rica, mogelijk in Guatemala en El Salvador |
| Thamnophis melanogaster                                 | Wiegmann, 1830           | Mexico                                                                                                  |
| Thamnophis mendax                                       | Walker, 1955             | Mexico                                                                                                  |
| Thamnophis nigronuchalis                                | Thompson, 1957           | Mexico                                                                                                  |
| Noordwestelijke kousenbandslang (Thamnophis ordinoides) | Baird & Girard, 1852     | Verenigde Staten, Canada                                                                                |
| Thamnophis postremus                                    | Smith, 1942              | Mexico                                                                                                  |
| Westelijke lintslang (Thamnophis proximus)              | Say, 1823                | Verenigde Staten, Mexico, Guatemala, Belize, El Salvador, Honduras, Nicaragua, Costa Rica               |
| Thamnophis pulchrilatus                                 | Cope, 1885               | Mexico                                                                                                  |
| Thamnophis radix                                        | Baird & Girard, 1853     | Verenigde Staten, Canada                                                                                |
| Thamnophis rossmani                                     | Conant, 2000             | Mexico                                                                                                  |
| Thamnophis rufipunctatus                                | Cope, 1875               | Verenigde Staten                                                                                        |
| Thamnophis saurita                                      | Linnaeus, 1766           | Mexico, Canada, Verenigde Staten                                                                        |
| Thamnophis scalaris                                     | Cope, 1861               | Mexico                                                                                                  |
| Thamnophis scaliger                                     | Jan, 1863                | Mexico                                                                                                  |
| Gewone kousenbandslang (Thamnophis sirtalis)            | Linnaeus, 1758           | Mexico, Canada, Verenigde Staten, Bahama's                                                              |
| Thamnophis sumichrasti                                  | Cope, 1866               | Mexico                                                                                                  |
| Thamnophis unilabialis                                  | Tanner, 1985             | Mexico                                                                                                  |
| Thamnophis validus                                      | Kennicott, 1860          | Mexico                                                                                                  |